# Niederwürschnitz
Niederwürschnitz ist eine Gemeinde im Erzgebirgskreis in Sachsen. Sie ist Teil der Verwaltungsgemeinschaft Lugau.

## Geographie
Der Ort befindet sich im ehemaligen Steinkohlerevier Lugau/Oelsnitz zwischen den Städten Chemnitz und Zwickau am Nordrand des Naturraums Erzgebirge am Fluss Würschnitz.

## Geschichte
Der Ursprung des Ortes geht auf die Besiedlung der Gegend durch Einwanderer aus dem Westen des deutschen Reiches im 12. Jahrhundert zurück. Im Jahre 1447 wurde das an dieser Stelle gegründete Waldhufendorf erstmals urkundlich erwähnt. Der Name Niederwürschnitz leitet sich von dem slawischen Wort „Viršnica“ (Fischreusenbach) ab, dem Namen des dieses Tal durchfließenden Flüsschens.
Funde im angrenzenden Steegenwald legen den Verdacht nahe, dass hier bereits in der Bronzezeit eine Siedlung bestanden haben muss.
Ihre heutige Struktur verdankt die Gemeinde dem in den 1840er Jahren des 19. Jahrhunderts einsetzenden Kohlebergbau, welcher das landwirtschaftlich geprägte Gebiet zusammen mit der Textilindustrie in eine dichtbesiedelte Industrieregion umwandelte. So siedelten hier in den wirtschaftlich florierenden Zeiten nahezu 5.000 Menschen. Eine nicht unbedeutende Rolle spielte in der Vergangenheit die Ziegelherstellung.

## Politik

### Gemeinderat
Nach der Gemeinderatswahl am 9. Juni 2024 verteilten sich die 10 Sitze des Gemeinderates folgendermaßen auf die einzelnen Gruppierungen:
- AfD: 5 Sitze
- CDU: 4 Sitze
- Freie Wähler Niederwürschnitz: 4 Sitze
- Linke: 1 Sitz

| Gemeinderat ab 2024Insgesamt 14 Sitze - Linke: 1 - FW N: 4 - CDU: 4 - AfD: 5 | Liste                         | 2024   | 2024   | 2019   | 2019   | 2014   | 2014   |
| Gemeinderat ab 2024Insgesamt 14 Sitze - Linke: 1 - FW N: 4 - CDU: 4 - AfD: 5 | Liste                         | Sitze  | in %   | Sitze  | in %   | Sitze  | in %   |
| Gemeinderat ab 2024Insgesamt 14 Sitze - Linke: 1 - FW N: 4 - CDU: 4 - AfD: 5 | AfD                           | 5      | 32,9   | 1      | 14,4   | –      | –      |
| Gemeinderat ab 2024Insgesamt 14 Sitze - Linke: 1 - FW N: 4 - CDU: 4 - AfD: 5 | CDU                           | 4      | 31,0   | 5      | 35,5   | 6      | 38,5   |
| Gemeinderat ab 2024Insgesamt 14 Sitze - Linke: 1 - FW N: 4 - CDU: 4 - AfD: 5 | Freie Wähler Niederwürschnitz | 4      | 24,6   | 5      | 34,6   | –      | –      |
| Gemeinderat ab 2024Insgesamt 14 Sitze - Linke: 1 - FW N: 4 - CDU: 4 - AfD: 5 | Linke                         | 1      | 8,3    | 2      | 12,5   | 1      | 12,7   |
| Gemeinderat ab 2024Insgesamt 14 Sitze - Linke: 1 - FW N: 4 - CDU: 4 - AfD: 5 | SPD                           | –      | 3,2    | –      | 3,0    | 7      | 48,9   |
| Gemeinderat ab 2024Insgesamt 14 Sitze - Linke: 1 - FW N: 4 - CDU: 4 - AfD: 5 | Wahlbeteiligung               | 71,1 % | 71,1 % | 67,5 % | 67,5 % | 52,6 % | 52,6 % |

### Bürgermeister
Bürgermeister ist seit 2017 Matthias Anton.
| Wahl | Bürgermeister  | Vorschlag | Wahlergebnis (in %) |
| ---- | -------------- | --------- | ------------------- |
| 2024 | Matthias Anton | Anton     | 92,3                |
| 2017 | Matthias Anton | Anton     | 57,6                |
| 2015 | Rolf Höfer     | Höfer     | 97,9                |
| 2008 | Rolf Höfer     | Höfer     | 81,8                |
| 2001 | Rolf Höfer     | SPD       | 98,5                |
| 1994 | Rolf Höfer     | SPD       | 98,9                |

### Verwaltung
Seit dem 1. Januar 2000 gehört die Gemeinde Niederwürschnitz zu einer Verwaltungsgemeinschaft mit der Stadt Lugau.

### Partnerschaft
Eine Partnerschaft besteht mit der Stadt Oberasbach in Mittelfranken (Bayern).

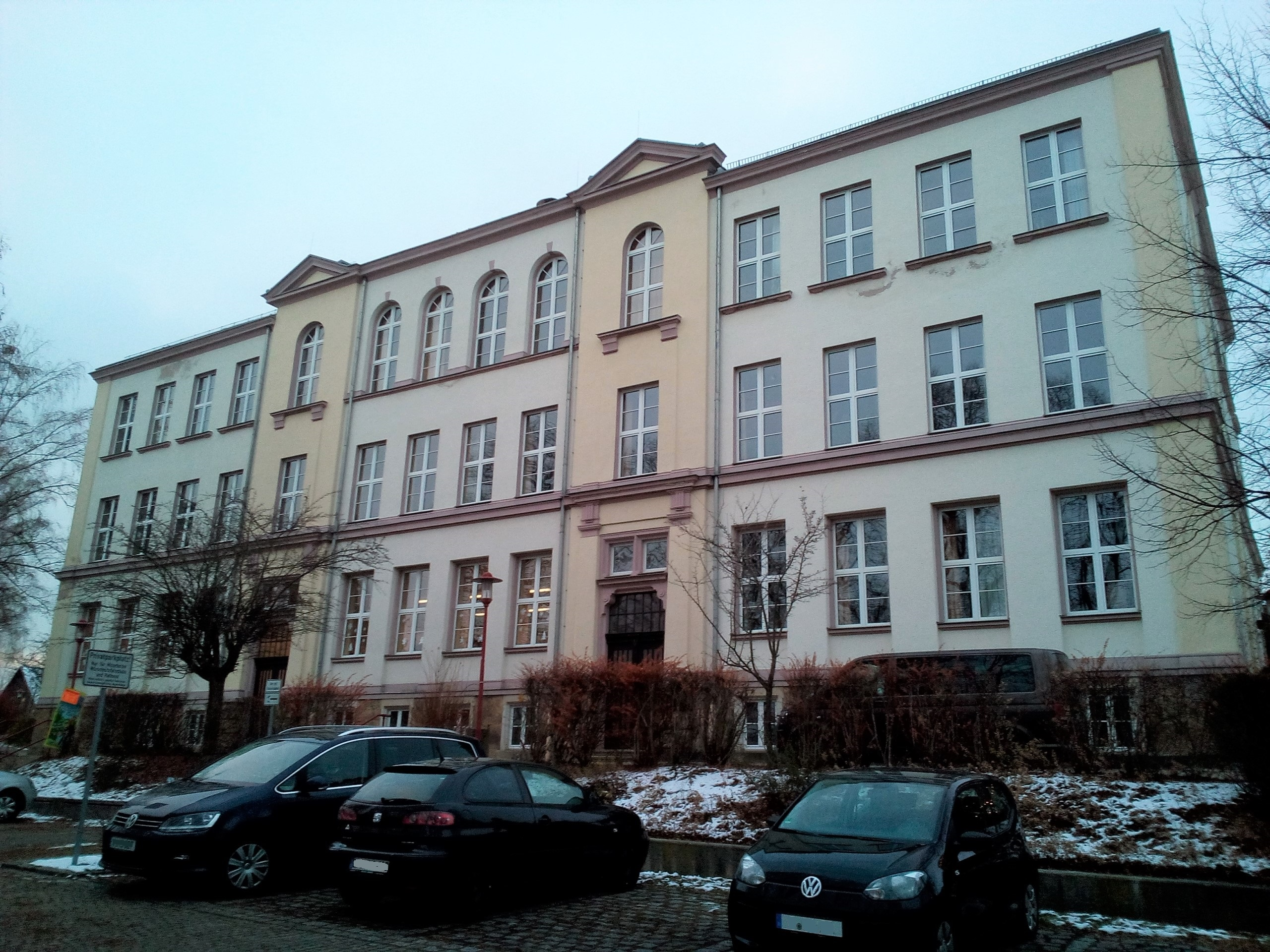
Internationale Oberschule Niederwürschnitz

## Bildung
In Niederwürschnitz befinden sich die Grundschule Niederwürschnitz in kommunaler Trägerschaft, sowie die Internationale Oberschule und das Internationale Gymnasium Niederwürschnitz als anerkannte Ersatzschulen. Alle drei Schultypen sind in der Würschnitztalschule untergebracht.

## Kultur und Sehenswürdigkeiten

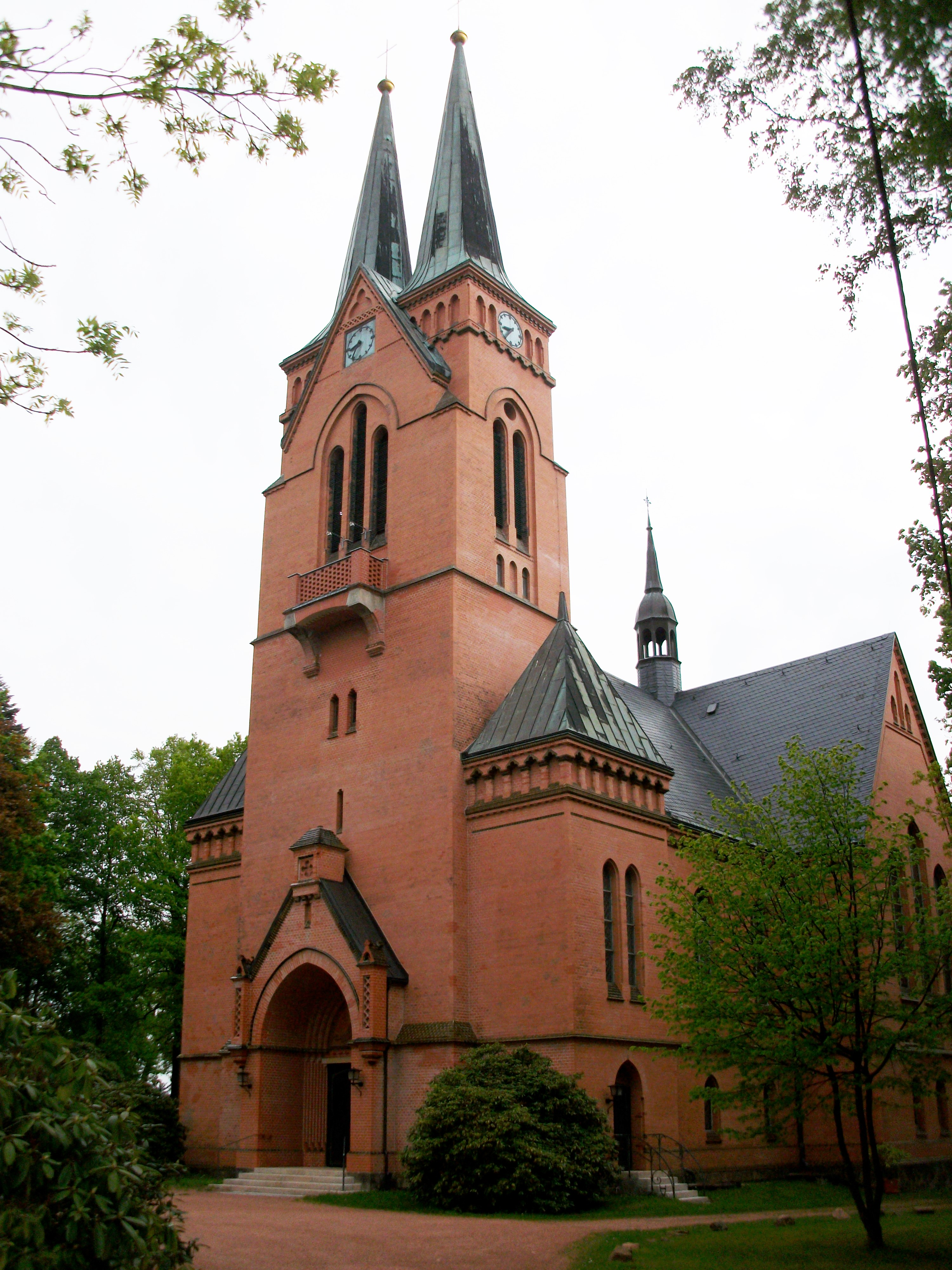
St. Johannis Niederwürschnitz (2016)

- siehe auch: Liste der Kulturdenkmale in Niederwürschnitz
- Standort der größten „Räuchermännel“-Ausstellung der Welt: 1998 kamen insgesamt 8629 der rauchenden Kunstwerke für eine Ausstellung zusammen. Speziell für diese Ausstellung entstand der mit 3,15 m weltweit größte Räuchermann der Welt.

Mehr Informationen dazu finden sich im Buch Rauchzeichen aus dem Erzgebirge, aufgezeichnet vom ehemaligen Bürgermeister der Gemeinde, Rolf Höfer.
- Der Niederwürschnitzer Weihnachtsberg, ein bereits seit 1892 bestehender orientalischer, mechanischer Weihnachtsberg. Er enthält u. a. Szenen der Bergpredigt, der Himmelfahrt und der Geburt Christi.
- Das Freizeitgelände „Alte Ziegelei“ beherbergt neben den Schauwerkstätten des Ziegelei- und Dorfmuseums zudem vielfältige Freizeitmöglichkeiten. siehe auch Weblink
- Weihnachtsberg – siehe Weblink
- Evangelische Johanniskirche, roter gotisierender Backsteinbau, 1903/1904 nach Plänen von Paul Lange. Im Inneren eine von Mitgliedern des Niederwürschnitzer Weihnachtsbergvereins geschnitzte sechsseitige Holztaufe aus dem Erbauungsjahr der Kirche.

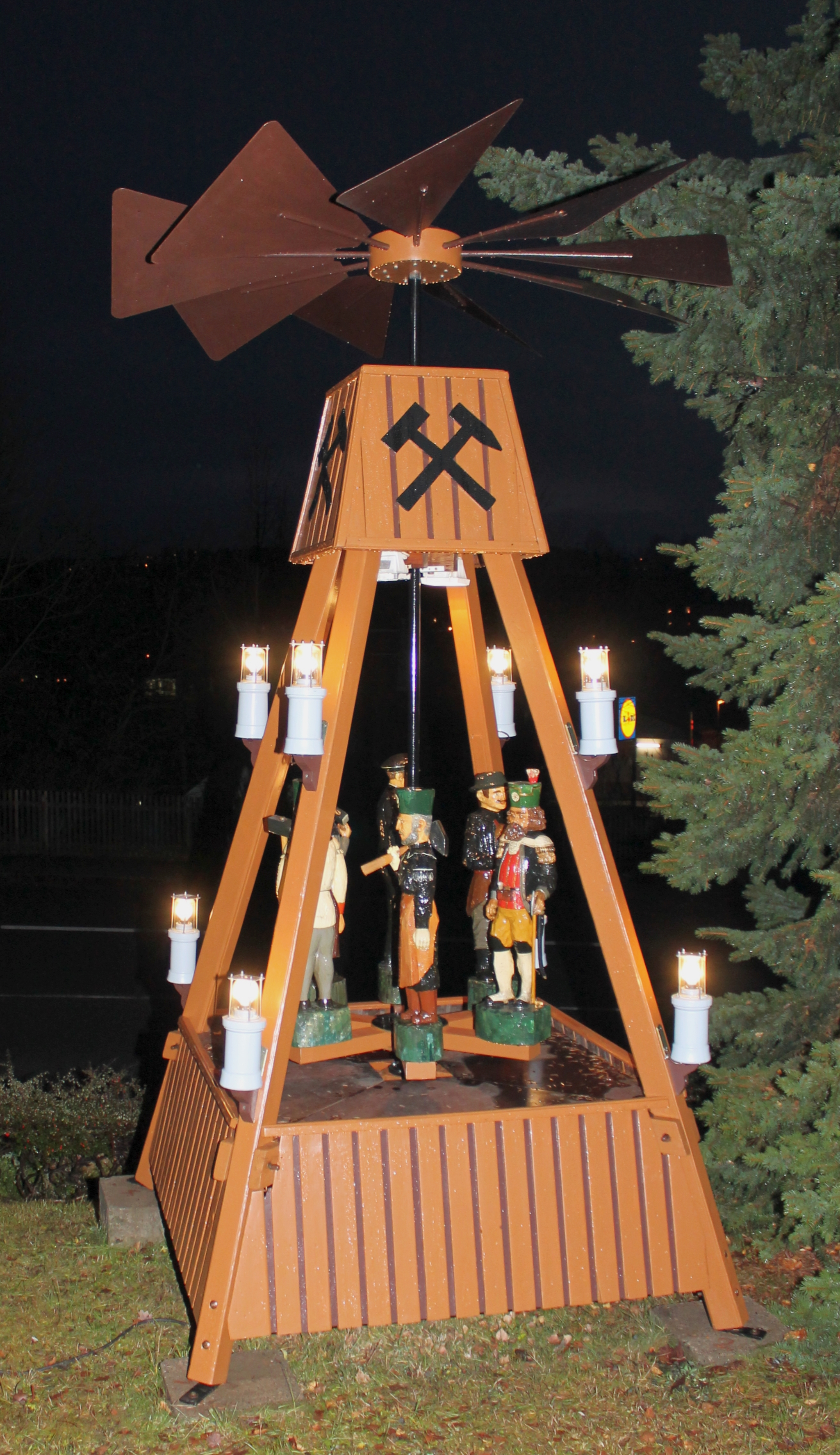
Ortspyramide Niederwürschnitz
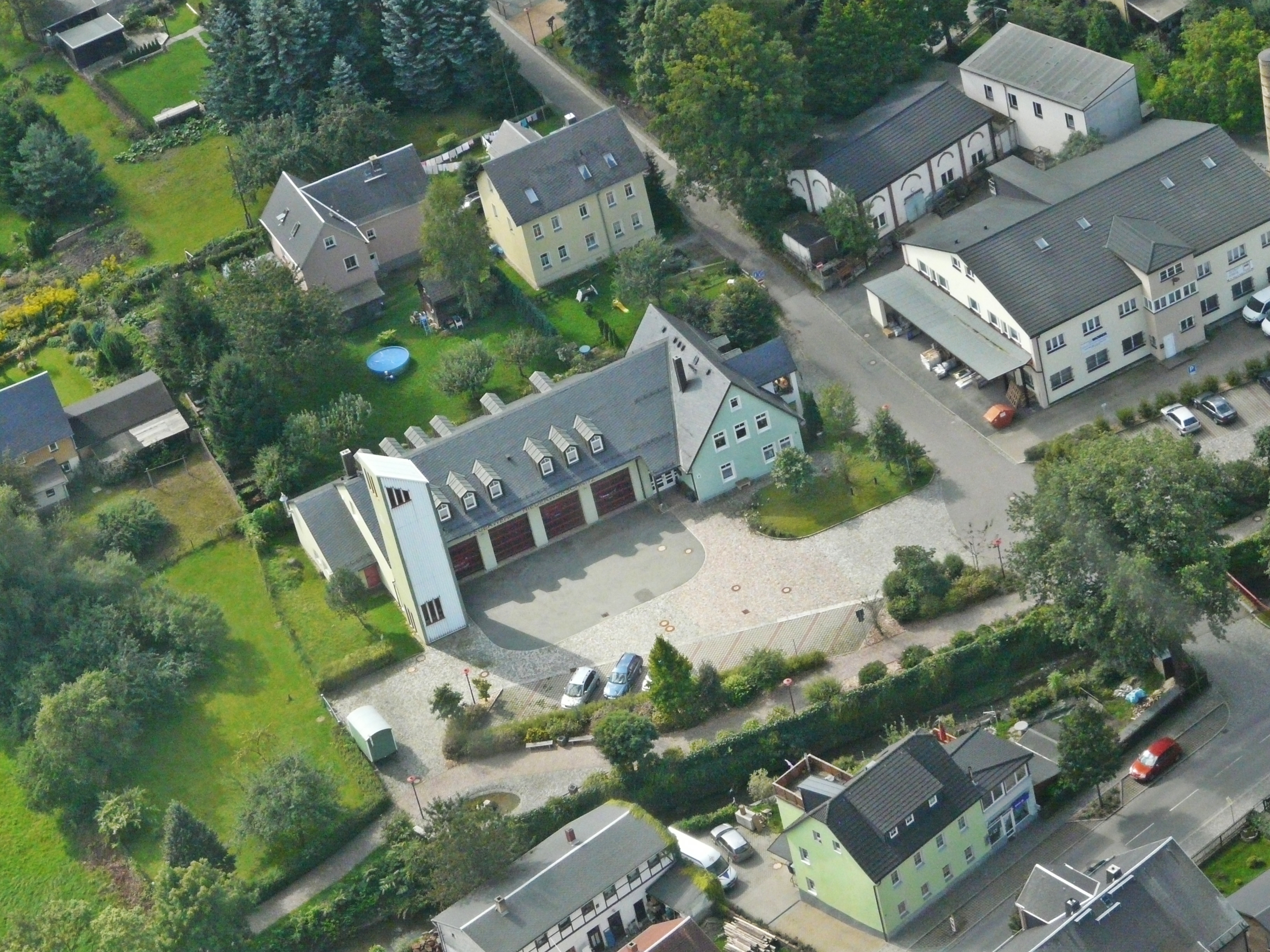
Gebäude der Freiwilligen Feuerwehr Niederwürschnitz
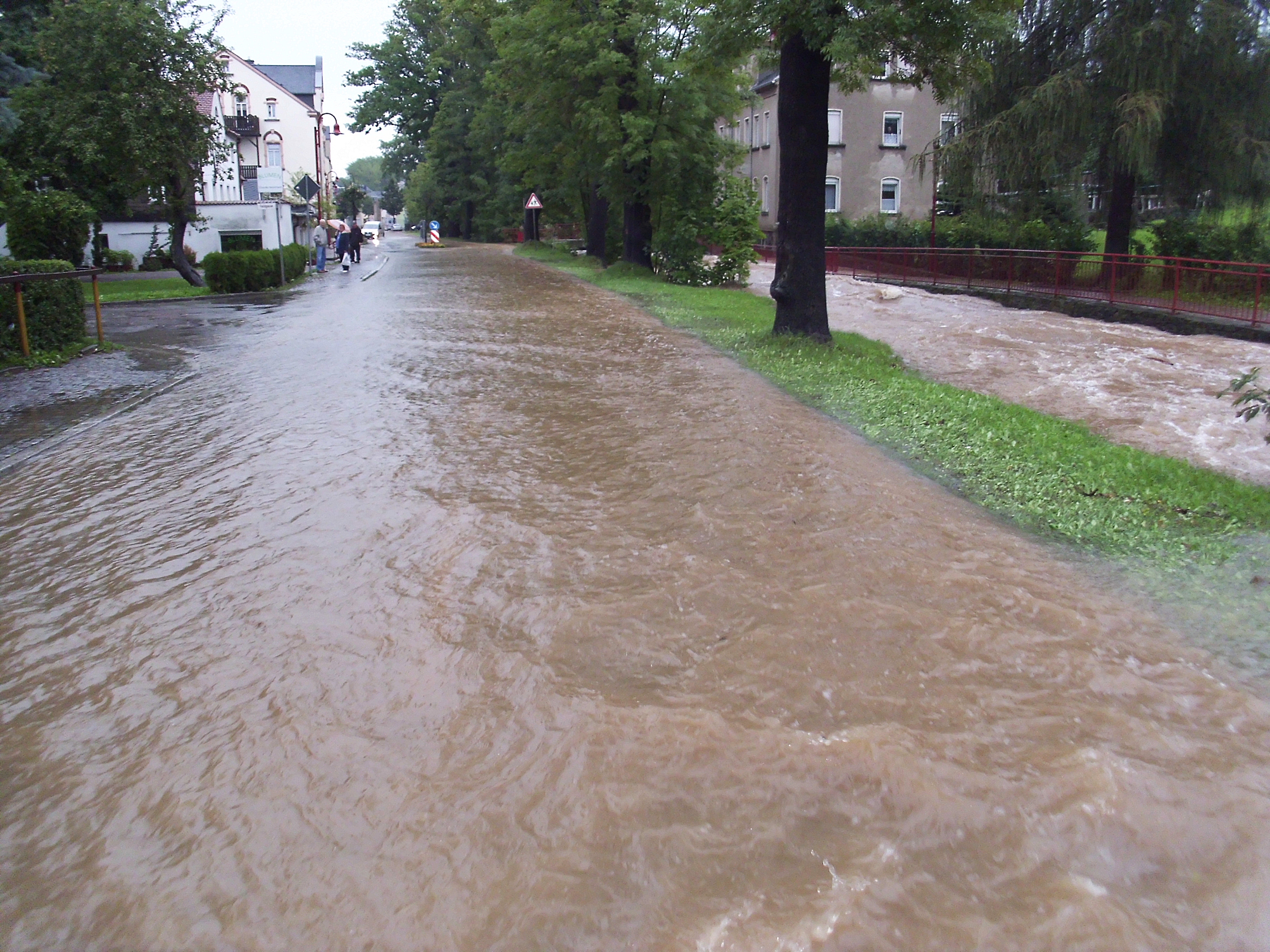
Würschnitzhochwasser im August 2010
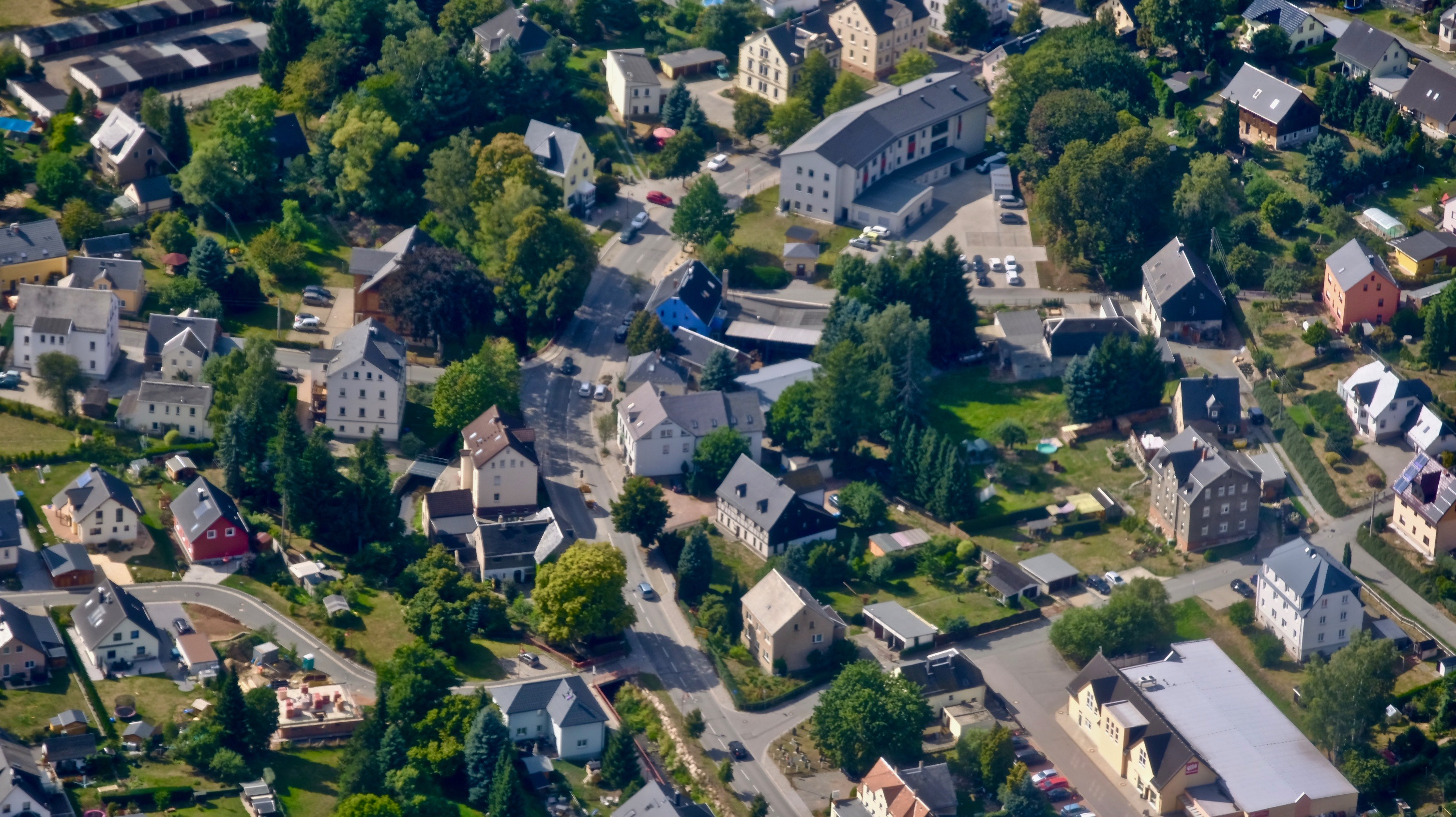
Lichtensteiner Straße (2019)
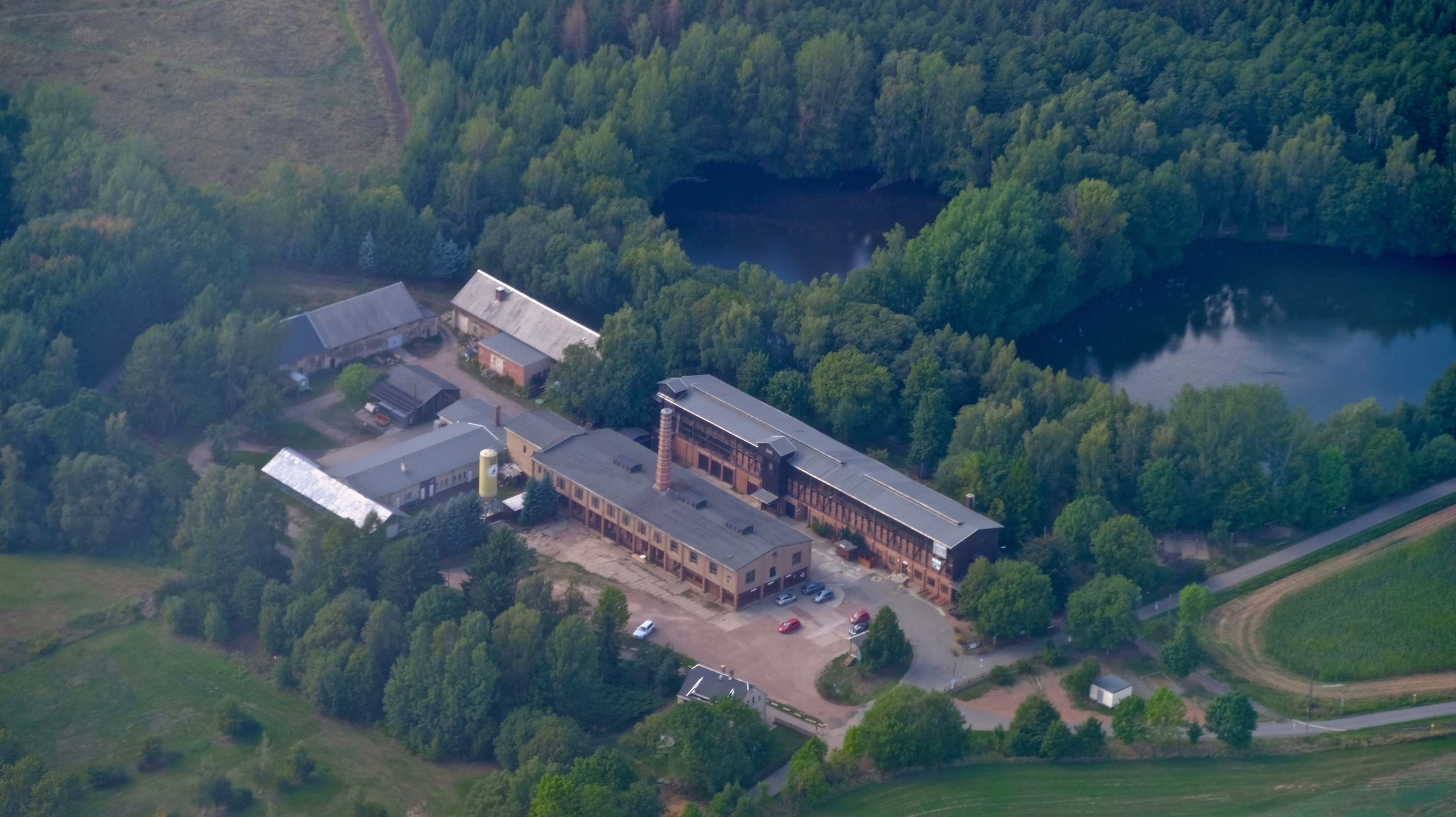
Alte Ziegelei Niederwürschnitz (2019)
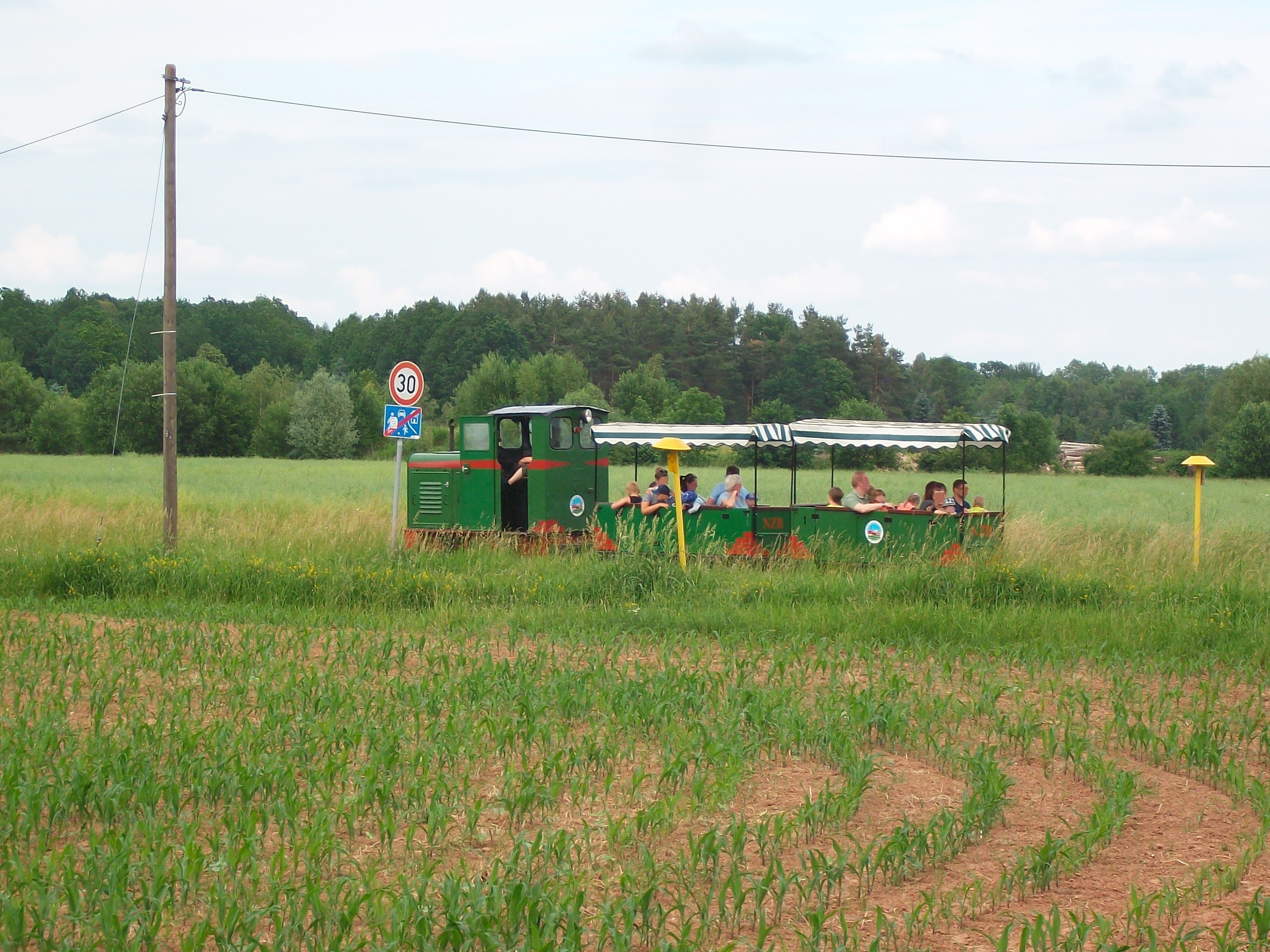
Feldbahn Niederwürschnitz auf dem Weg zur Lehmgrube (2019)

### Naturschutz
- Siehe auch: Liste der Naturdenkmale in Niederwürschnitz

## Verkehr

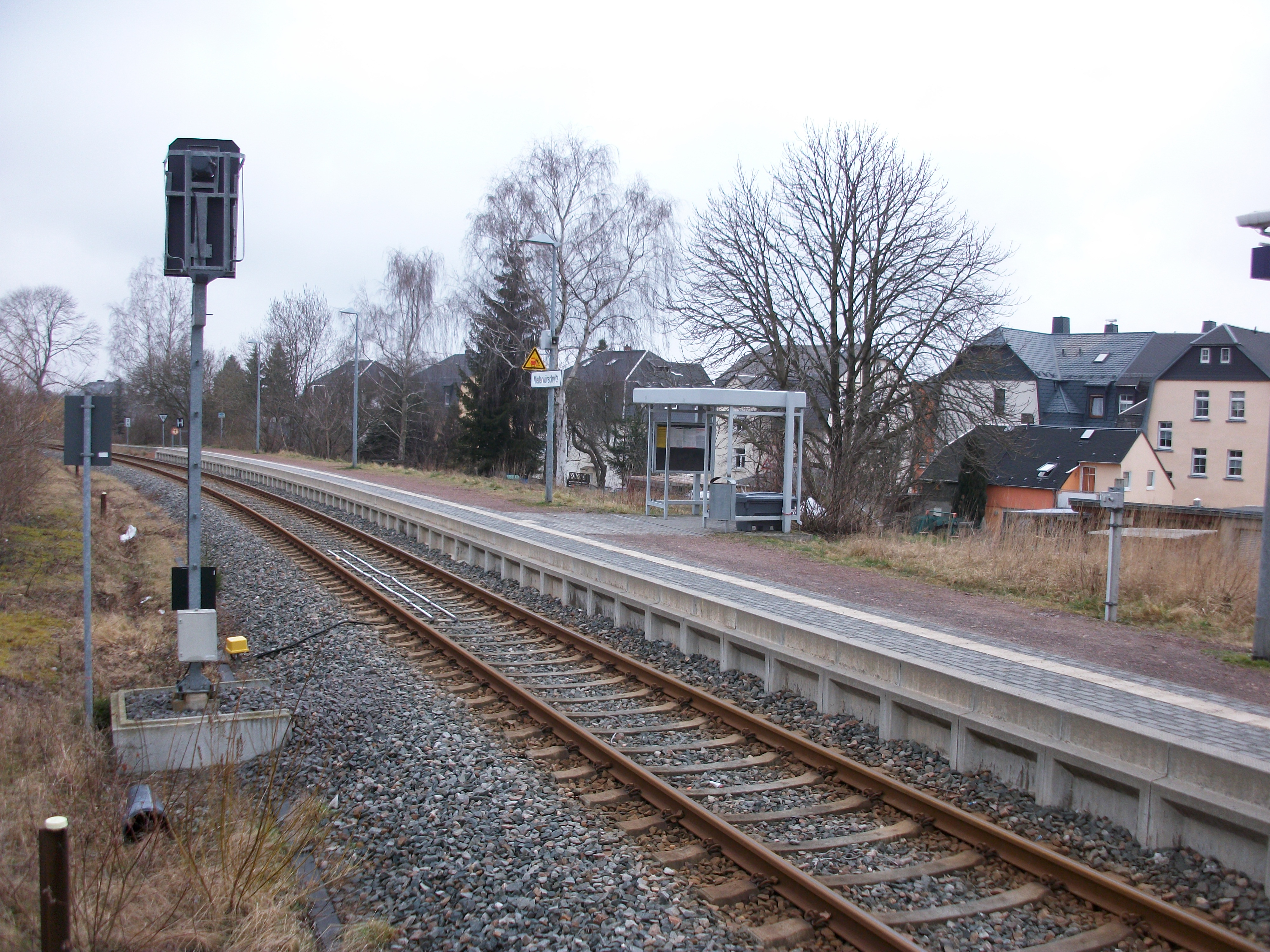
Haltepunkt Niederwürschnitz (2016)

Bemerkenswert ist die sehr gute infrastrukturelle Erschließung durch die Autobahn A 72, welche mit der Abfahrt Stollberg-Nord direkt an die Niederwürschnitzer Flur angrenzt sowie die das Zentrum durchquerende Bundesstraße 180.
Der Haltepunkt Niederwürschnitz liegt an der Bahnstrecke Stollberg–St. Egidien. Im regelmäßigen Schienenpersonenverkehr verkehren derzeit nur die Züge der City-Bahn Chemnitz, werktags einmal je Stunde und Richtung, am Wochenende zweistündlich.
Geplant ist der Bau einer weiteren Strecke ins benachbarte Stollberg, um nach deren Fertigstellung (vsl. 2027) umsteigefreie Fahrten im 30-Minuten-Takt von Oelsnitz und Niederwürschnitz über das Gewerbegebiet „Stollberger Tor“ in die Chemnitzer Innenstadt zu ermöglichen.

## Persönlichkeiten
- Gerhard Harig (* 31. Juli 1902 in Niederwürschnitz; † 13. Oktober 1966 in Leipzig), Physiker und Philosoph, Widerstandskämpfer gegen den Nationalsozialismus, Emigrant in der Sowjetunion, Häftling im KZ Buchenwald, Hochschullehrer für Natur- und Gesellschaftswissenschaften und Staatssekretär für Hochschulwesen der DDR
- Paul Meinhold (* 31. Mai 1909 in Niederwürschnitz; † 7. August 1978), Komponist und Dirigent
- Eberhard Görner (* 7. September 1944 in Niederwürschnitz), Buch- und Drehbuchautor
- Uta Windisch (* 20. Januar 1949 in Niederwürschnitz), sächsische Politikerin (CDU) und bis 2014 Abgeordnete des Sächsischen Landtags